# Places (Martin Solveig)
Places è un singolo del disc jockey francese Martin Solveig in collaborazione con la cantante norvegese Ina Wroldsen, pubblicato il 25 novembre 2016.

## Tracce
1. Places – 3:24
2. Places (Club Mix) – 5:48
3. Places (Instrumental) – 5:48

## Classifiche

### Classifiche settimanali
| Classifica (2016-17) | Posizione massima |
| -------------------- | ----------------- |
| Austria              | 72                |
| Belgio (Fiandre)     | 43                |
| Belgio (Vallonia)    | 24                |
| Francia              | 56                |
| Germania             | 44                |
| Irlanda              | 37                |
| Norvegia             | 39                |
| Regno Unito          | 27                |

### Classifiche di fine anno
| Classifica (2017) | Posizione |
| ----------------- | --------- |
| Belgio (Vallonia) | 87        |
| Regno Unito       | 53        |